# Alcinda dos Santos
Pour les articles homonymes, voir dos Santos.
Alcinda dos Santos, née le 27 février 1994, connue aussi sous le nom d'Alcinda Panguana, est une boxeuse mozambicaine.

## Biographie

### Vie privée
Elle naît en 1994 de son père footballeur Santos et sa mère Helena Panguana, dans une relation hors mariage. Son père ne la reconnaît que bien plus tard, elle porte désormais son nom de famille après les Jeux olympiques d'été de 2020 à Tokyo.

### Carrière
Alcinda Panguana est médaillée d'argent dans la catégorie des moins de 69 kg aux Jeux africains de 2019 à Rabat, perdant en finale contre la Nigériane Bolanle Temitope Shogbamu.
Elle est médaillée d'argent dans la catégorie des moins de 70 kg aux Championnats du monde féminins de boxe amateur 2022 à Istanbul, perdant en finale contre l'Irlandaise Lisa O'Rourke (en).
Elle est avec le nageur Caio Lobo la porte-drapeau de la délégation mozambicaine lors de la cérémonie d'ouverture des Jeux du Commonwealth de 2022 à Birmingham, où elle est médaillée de bronze dans la catégorie des moins de 70 kg.
Elle remporte la médaille d'or dans la catégorie des moins de 70 kg aux Championnats d'Afrique de boxe amateur 2022 à Maputo, s'imposant en finale face à la Congolaise Brigitte Mbabi ; elle conserve son titre en 2023 à Yaoundé. 
Elle est médaillée d'argent dans la même catégorie aux Jeux africains de 2023 à Accra.
Elle est nommée porte-drapeau de la délégation mozambicaine aux Jeux olympiques d'été de 2024 aux côtés du nageur Matthew Lawrence.